# Acalyptomerus asiaticus
Acalyptomerus asiaticus är en skalbaggsart som beskrevs av Roy Crowson 1979. Acalyptomerus asiaticus ingår i släktet Acalyptomerus och familjen dvärgkulbaggar. Inga underarter finns listade i Catalogue of Life.